# گریگوری شاهوردیان
گریگوری تیگرانی شاهوردیان (ارمنی: Գրիգորի Տիգրանի Շահվերդյան؛ زادهٔ ۹ سپتامبر ۱۹۴۰) یک  سیاستمدار اهل ارمنستان است که از تاریخ ۱۹۹۰ تا تاریخ ۱۹۹۵ سمت نمایندگی دوره اول شورای عالی جمهوری ارمنستان را برعهده داشت.

## زندگی‌نامه
در 	۹ سپتامبر ۱۹۴۰ ‏در ارمنستان به دنیا آمد . 